# İnönü (Eskişehir)
Inönü est une ville et un district de la province d'Eskişehir, dans la région centrale d'Anatolie.
D'après le recensement de 2000, la population du district est de 9331 habitants, dont 5180 vivent dans la ville d'Inönü.
La superficie du district est de 358km², et l'altitude moyenne est de 840 m.

## Histoire
Inönü a une place spéciale dans l'histoire de la Turquie. En effet, il y a eu deux batailles entre les Grecs et les Turcs près de ce village, en 1921. Les deux batailles furent remportées par les turcs, avec à leur commandement Ismet Pasha. Après ces victoires, Ismet Pasha changera son nom en Ismet Inönü
Avant de devenir un district en 1987, Inönü a appartenu à plusieurs autres districts :
- 1922 : district de Söğüt, dans la province de Bilecik
- 1926 : district de Bozüyük
- 1963 : district central d'Eskişehir
- 1987 : district indépendant